# Minazuki (Schiff, 1927)
Die Minazuki (jap. 水無月, dt. „Juni“) war ein Zerstörer der Mutsuki-Klasse der Kaiserlich Japanischen Marine.

## Geschichte
Das Schiff wurde von der Uraga Dock Co. gebaut und lief am 25. Mai 1926 vom Stapel. Die Indienststellung erfolgte am 22. März 1927 und 1928 wurde es auf den Namen Minasuki getauft, da er vorher nur mit einer Nummer (Nr. 28) benannt wurde.
Während der Schlacht um die Philippinen war der Zerstörer Teil der japanischen Invasionsflotte und unterstützte Landungen am Golf von Lingayen und bei Aparri. Danach wurde die Minazuki für Transportaufgaben und als Geleitschutz eingesetzt, unter anderem für den Tokyo Express.
Der Zerstörer wurde am 6. Juni 1944 bei der Begleitung eines Tankerkonvois von dem amerikanischen Unterseeboot USS Harder vor Tawi-Tawi, bei 4° 5′ N, 119° 30′ O torpediert und versenkt. 45 Überlebende konnten durch den Zerstörer Wakatsuki aufgenommen werden.
Sie war das einzige Schiff ihrer Klasse, welches durch einen U-Bootangriff verloren ging.